# Desintegration
Unter Desintegration versteht man die Auflösung eines sozialen Zusammenhalts innerhalb einer Gruppe, die sich bei sozialem Wandel, insbesondere der Modernisierung, ergibt. Von Desintegration können Staaten, Gesellschaften, soziale Schichten oder Gemeinschaften wie etwa Familien betroffen sein. Desintegration führt bei den betroffenen Gruppen und Individuen zu Desorientierung, die nach Wilhelm Heitmeyers Desintegrationstheorien eine wesentliche Ursache der Entstehung von Gewalt ist.   Ein bekanntes Beispiel für die Desintegration eines Staates ist der Zerfall der Sowjetunion, der 1991 zur Bildung der Gemeinschaft Unabhängiger Staaten führte.
In seiner Theorie der sozialen Desintegration stellt Heitmeyer die These auf, um Gewalt, Rechtsextremismus und ethnisch-kulturelle Konflikte zu erklären. Die Theorie ist in den Sozialwissenschaften auch als „Bielefelder Desintegrationsansatz“ bekannt und bildet die Grundlage für das Syndrom der Gruppenbezogenen Menschenfeindlichkeit. Desintegration wird als das Versagen gesellschaftlicher Institutionen und Gemeinschaften verstanden, die materielle Existenz, soziale Anerkennung und persönliche Unversehrtheit zu sichern. Der Kern der Theorie ist, dass mit zunehmender negativen Erfahrung und Angst vor Desintegration das Ausmaß und die Intensität von Konflikten zunehmen und die Fähigkeit, sie zu regulieren, abnimmt. Dem Ansatz Heitmeyers, Desintegrationserfahrung als Auslöser für Rechtsextremismus zu betrachten, widersprechen Forscher wie Roland Eckert, Helmut Willems und Stefanie Würtz.